# Batalla de Tolomé
La Batalla de Tolomé fue una acción militar ocurrida a consecuencia de la proclamación del Plan de Veracruz. Se llevó a cabo el 3 de marzo de 1832 en la población de Tolomé, ubicada en el actual municipio veracruzano de Paso de Ovejas. Las fuerzas rebeldes comandadas por el general Antonio López de Santa Anna fueron derrotadas por fuerzas del ejército mexicano comandadas por el general José María Calderón. 

## Antecedentes
En diciembre de 1829, el vicepresidente Anastasio Bustamante se adhirió al Plan de Jalapa, en consecuencia, el presidente Vicente Guerrero fue separado de su cargo. En marzo de 1830, los simpatizantes de Guerrero se proclamaron a través del Plan de Codallos, iniciándose así, la Guerra del Sur. No obstante los bustamantistas lograron la victoria dando fin a la guerra en abril de 1831.
El ministro de Relaciones Interiores y Exteriores Lucas Alamán implementó una política centralista, mientras que el ministro de Guerra y Marina José Antonio Facio apoyó al régimen mediante la represión a los disidentes, elimando así cualquier conato de rebelión. El 2 de enero de 1832, el general Antonio López de Santa Anna —autonombrándose "portavoz" de los inconformes— proclamó el Plan de Veracruz. El documento solicitaba la destitución inmediata del gabinete presidencial, Bustamante intentó una negociación con Santa Anna para evitar una nueva guerra civil, pero al mismo tiempo giró órdenes al ministro de Guerra para desplazar un contingente de 4000 hombres a la ciudad de Jalapa, de esta forma se podría confrontar a los rebeldes.

## Batalla
Hacia finales de enero, el ministro Facio intentó sobornar infructuosamente al comandante del fuerte de San Juan de Ulúa, José María Flores. Por su parte, Santa Anna había logrado reunir 1600 hombres en la ciudad de Veracruz. El 24 de febrero, un contingente de 2000 jarochos, comandados por Santa Anna, se apoderaron de un convoy en las inmediaciones de Puente Nacional logrando obtener dinero, víveres y municiones.
Días más tarde, Calderón fingió debilidad ante los rebeldes, y se replegó con la intención de ser perseguido. Santa Anna cayó en la trampa pues no sabía que Facio acudiría con una división más numerosa. A las 10:00 a. m. del 3 de marzo en Tolomé, comenzó el combate, las fuerzas del gobierno conformadas por 3600 hombres derrotaron a los 1000 hombres que comandaba Santa Anna, durante la acción murieron los coroneles rebeldes Juan de Andonegui y Pedro Landero. El general Santa Anna logró escapar desnudándose de su ropa para no ser reconocido, y llegó a Veracruz en compañía de solamente 14 hombres.

## Desenlace
El puerto de Veracruz y el fuerte de San Juan de Ulúa fueron sitiados, pero Santa Anna resistió el asedio. Mientras tanto las guarniciones de Pueblo Viejo, Tampico, Zacatecas, Jalisco, y más tarde, Yucatán, Campeche y Tabasco se adhirieron al Plan de Veracruz. Las confrontaciones militares continuaron. En diciembre de 1832, el gobierno de Bustamante llegó a su fin mediante la firma de los convenios de Zavaleta.